# 10201 Korado
10201 Korado è un asteroide della fascia principale. Scoperto nel 1997, presenta un'orbita caratterizzata da un semiasse maggiore pari a 2,1920880 UA e da un'eccentricità di 0,1886232, inclinata di 4,42178° rispetto all'eclittica.
L'asteroide è dedicato a Korado Korlevic, astronomo amatoriale croato.